# Gostun Point
Gostun Point är en udde i Antarktis. Den ligger i Sydshetlandsöarna. Argentina, Chile och Storbritannien gör anspråk på området.
Terrängen inåt land är platt västerut, men åt sydväst är den kuperad. Havet är nära Gostun Point åt nordost.  Trakten är obefolkad. Det finns inga samhällen i närheten. 